# Iszlámábád
Iszlámábád (urdu nyelven: اسلام آباد) Pakisztán fővárosa. Nevének jelentései: Az Iszlám Lakhelye; A Béke Lakhelye. A város a Pothohar síkságon (سطح مرتفع), az ország északkeleti részén fekszik. Népessége 1 082 262 fő. Iszlámábád Dél-Ázsia legzöldebb és legjobban megtervezett városainak egyike, valamint Pakisztán legtisztább városa. Jól megtervezett öt zónára van felosztva. A város otthont ad a Fejszál-mecsetnek (a világon a hatodik legnagyobb mecset) és több neves hazai egyetemnek is.

## Történelem

### A független Pakisztán
Amikor Pakisztán 1947-ben elnyerte függetlenségét, Karacsi lett a főváros. Hagyományosan, a központ Karacsi volt, ám Ayub Khan elnök azt az álláspontot sürgette, hogy minden városnak mindenben osztoznia kell, ennek következtében indult meg Iszlámábád felemelkedése. Ehhez hozzájárult az is, hogy Karacsi az ország déli részén volt, így könnyen sebezhetővé vált az Arab-tenger felől. Mindezek következtében lassan Iszlámábád vált Pakisztán fővárosává. Ennek a lépésnek fontos katonai szerepe is volt, hiszen a hadsereg központja a szomszédos Ravalpindiben volt található (az ország északi részén lévő vitatott határvonal miatt).
1958-ban létrejött több országos bizottság, amelyek feladatai közé tartozott a nemzeti tőke, az éghajlatváltozás, a logisztika, és a védelmi követelmények, valamint más tulajdonságok vizsgálata. Ezt követően a bizottságok még átfogóbb vizsgálatokba kezdtek, melynek eredményeképpen ideiglenesen Ravalpindi lett az ideiglenes főváros, de nagyon hamar át is került ez a cím Iszlámábádhoz.
2005 októberében a város súlyos károkat szenvedett a 7,6 erősségű földrengésben. 2007 júliusában, 2008 júniusában és 2008 szeptemberében terrorista akciók történtek a városban.

## Földrajz
Iszlámábád földrajzi elhelyezkedése: é. sz. 33° 43′, k. h. 73° 04′33.716667°N 73.066667°E

### Éghajlat
Iszlámábád éghajlata nedves szubtrópusi. A legmelegebb hónapok május, június és július, amikor az átlaghőmérséklet eléri a 38 °C-t. Az esős évszak júliustól szeptemberig tart, heves záporokkal és zivatarokkal. A tél (október-március) viszonylag enyhe, ritkán esik 0 °C alá a hőmérséklet. Az eddig mért legmagasabb hőmérséklet 48 °C, míg a legalacsonyabb -4 °C volt.
2001. július 23-án rekord mennyiségű, 620 mm csapadék hullott alig 10 óra alatt; ez volt a leghevesebb esőzés Iszlámábád elmúlt 100 éves történelmében.
| Hónap                         | Jan. | Feb. | Már. | Ápr. | Máj. | Jún. | Júl. | Aug. | Szep. | Okt. | Nov. | Dec. | Év   |
| ----------------------------- | ---- | ---- | ---- | ---- | ---- | ---- | ---- | ---- | ----- | ---- | ---- | ---- | ---- |
| Rekord max. hőmérséklet (°C)  | 26,1 | 30,0 | 34,0 | 40,6 | 45,6 | 46,0 | 44,4 | 42,0 | 38,1  | 36,7 | 32,2 | 27,2 | 46,0 |
| Átlagos max. hőmérséklet (°C) | 17,1 | 19,1 | 23,9 | 30,1 | 35,3 | 38,7 | 35,0 | 33,4 | 33,5  | 30,9 | 25,4 | 19,7 | 28,5 |
| Átlaghőmérséklet (°C)         | 10,1 | 12,1 | 16,9 | 22,6 | 27,5 | 31,2 | 29,7 | 28,5 | 27,0  | 22,4 | 16,5 | 11,6 | 21,4 |
| Átlagos min. hőmérséklet (°C) | 2,6  | 5,1  | 9,9  | 15,0 | 19,7 | 23,7 | 24,3 | 23,5 | 20,6  | 13,9 | 7,5  | 3,4  | 14,1 |
| Rekord min. hőmérséklet (°C)  | −3,9 | −2,0 | −0,3 | 6,1  | 11,0 | 15,0 | 17,8 | 17,0 | 13,3  | 5,7  | −0,6 | 2,8  | −3,9 |
| Átl. csapadékmennyiség (mm)   | 56   | 73   | 90   | 61   | 39   | 62   | 267  | 309  | 98    | 29   | 17   | 38   | 1139 |
| Havi napsütéses órák száma    | 195  | 189  | 201  | 252  | 313  | 300  | 263  | 251  | 261   | 275  | 249  | 195  | 2944 |
| Forrás: Hong Kong Observatory |      |      |      |      |      |      |      |      |       |      |      |      |      |

## Városszerkezet

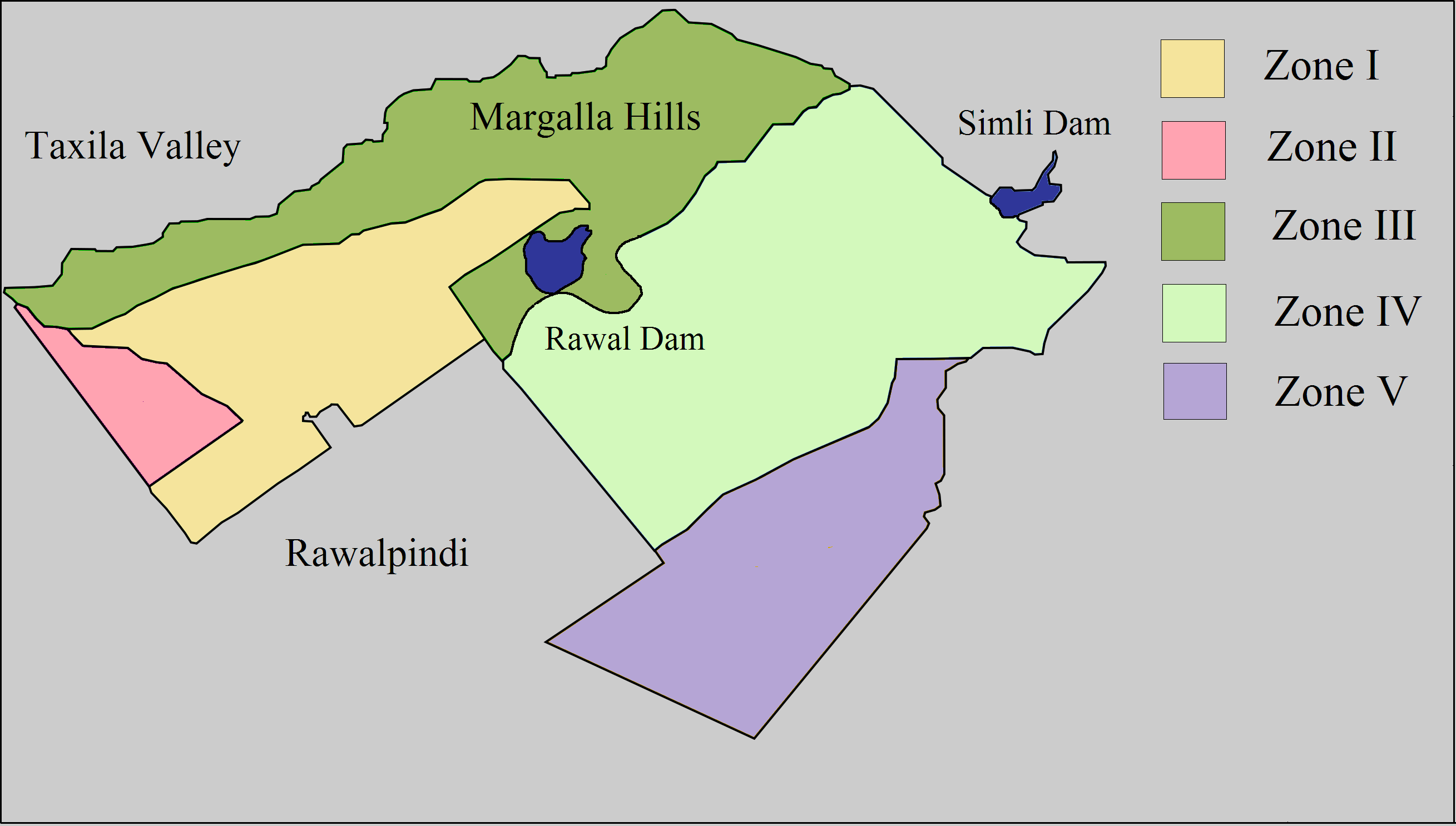
Az öt fő zóna

A várost öt nagyobb és nyolc kisebb zónára osztják. Az öt nagyobb: 1-es, 2-es, 3-as, 4-es és 5-ös zóna; a nyolc kisebb: adminisztratív zóna, üzleti negyed, oktatási szektor, ipari negyed, diplomata negyed, vidéki negyed, zöld területek és a lakóövezetek. Az 1-es és a 2-es zónákban találhatóak a lakóépületek, melyek 2x2 kilométeres alzónákra vannak osztva. Ezeknek az alzónáknak vannak nevük, mégpedig egy betű (A-tól I-ig) és egy egyjegyű szám.
Az A, B, C és D szektorok igen alulfejlettek, ezek a Margalla domb lábánál fekszenek. Az E szektorban elsősorban a külföldiek és a diplomaták laknak; az E8 és az E9 szektorok három nemzetvédelmi egyetemnek is otthont adnak. Az F és G szektorok a legfejlettebb városrészek. A H szektorban oktatási és egészségügyi épületek vannak, míg az I-ben lakóépületek és ipari létesítmények.

## Népesség
Az 1998-as népszámlálás a város lakosságát 805 235 főben mutatta ki, de becslések szerint 2009-re ez a szám 1 740 000 főre növekedett. Több nyelvet is beszélnek a városban: urdu, angol, punjabi, pashto és pothohari; ezek közül a leginkább beszélt nyelv a punjabi. A városban a lakosság 95,53%-a muszlim vallású. Az egész országban itt a legnagyobb az írástudók száma: a lakosság 72,88%-a. A munkanélküliségi ráta 15,7%.

## Gazdaság
Iszlámábád az országos GDP alig 1%-át adja. Az Iszlámábádi Értéktőzsde az ország harmadik legnagyobb tőzsdéje, a karacsii és a lahori után. A tőzsdén 104 cég van bejegyezve, az általános napi forgalom 1 millió részvény. A városban található két hatalmas technológiai park, amelyek a technológiai és az IT-gyártásban, illetve -fejlesztésben jeleskednek. A kormány az ipari adókat 10%-ra csökkentette annak érdekében, hogy több külföldi cég települjön az országba. Iszlámábád ad otthont valamennyi állami társaságnak illetve a telekommunikációs vállalatoknak.

## Kultúra

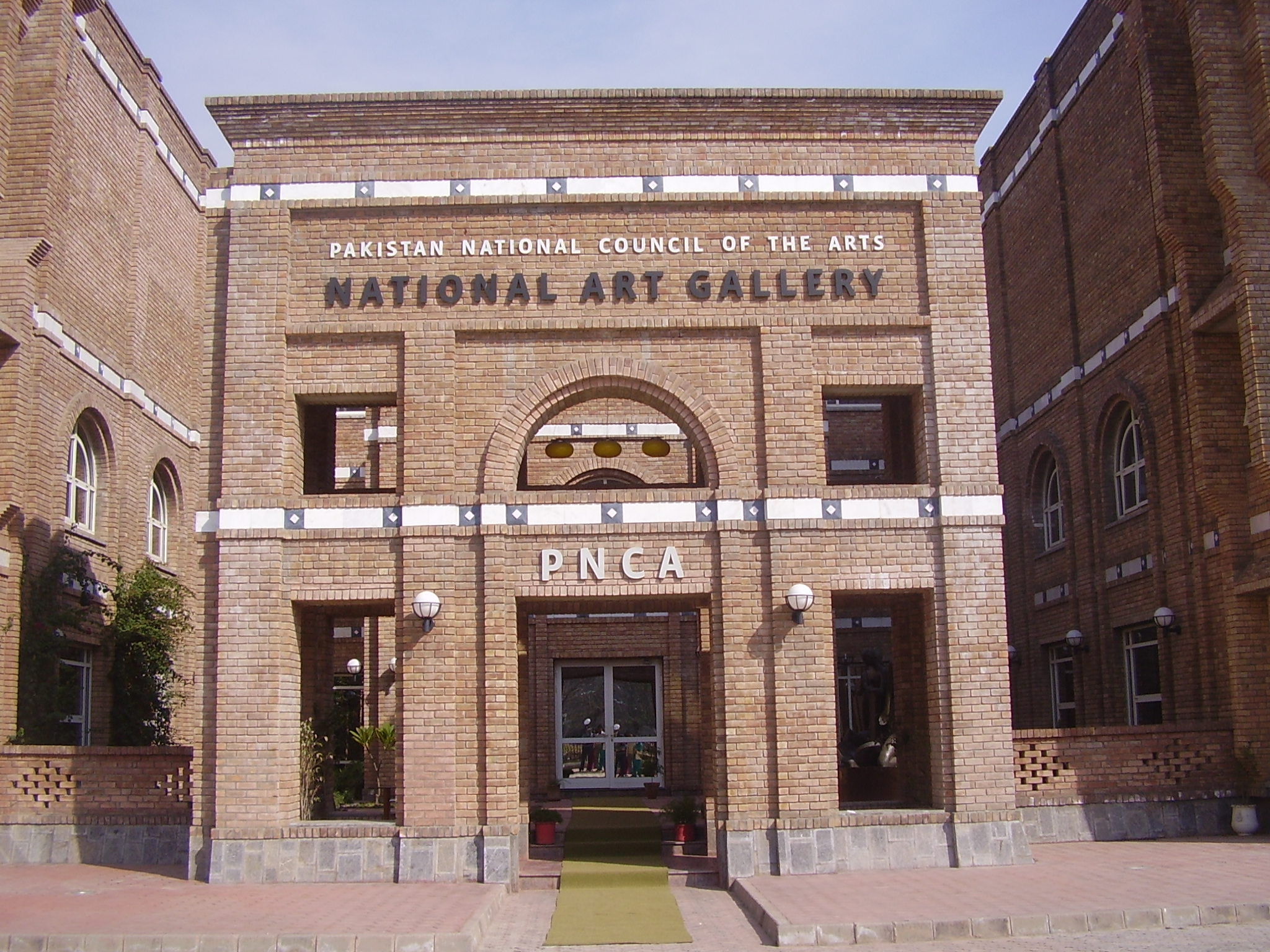
A Nemzeti Galéria épülete

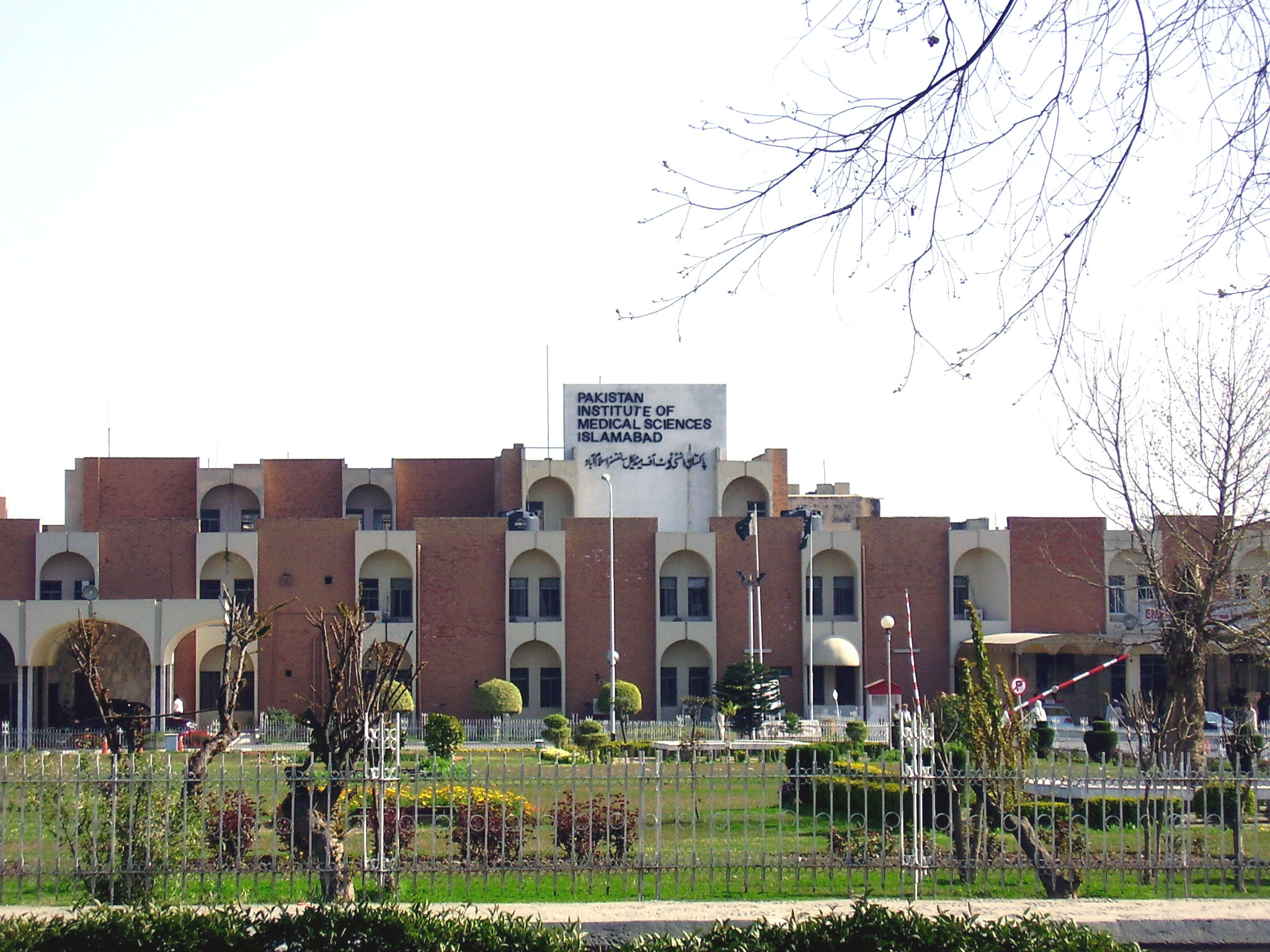
A Pakisztáni Orvosi Tudományok Intézete

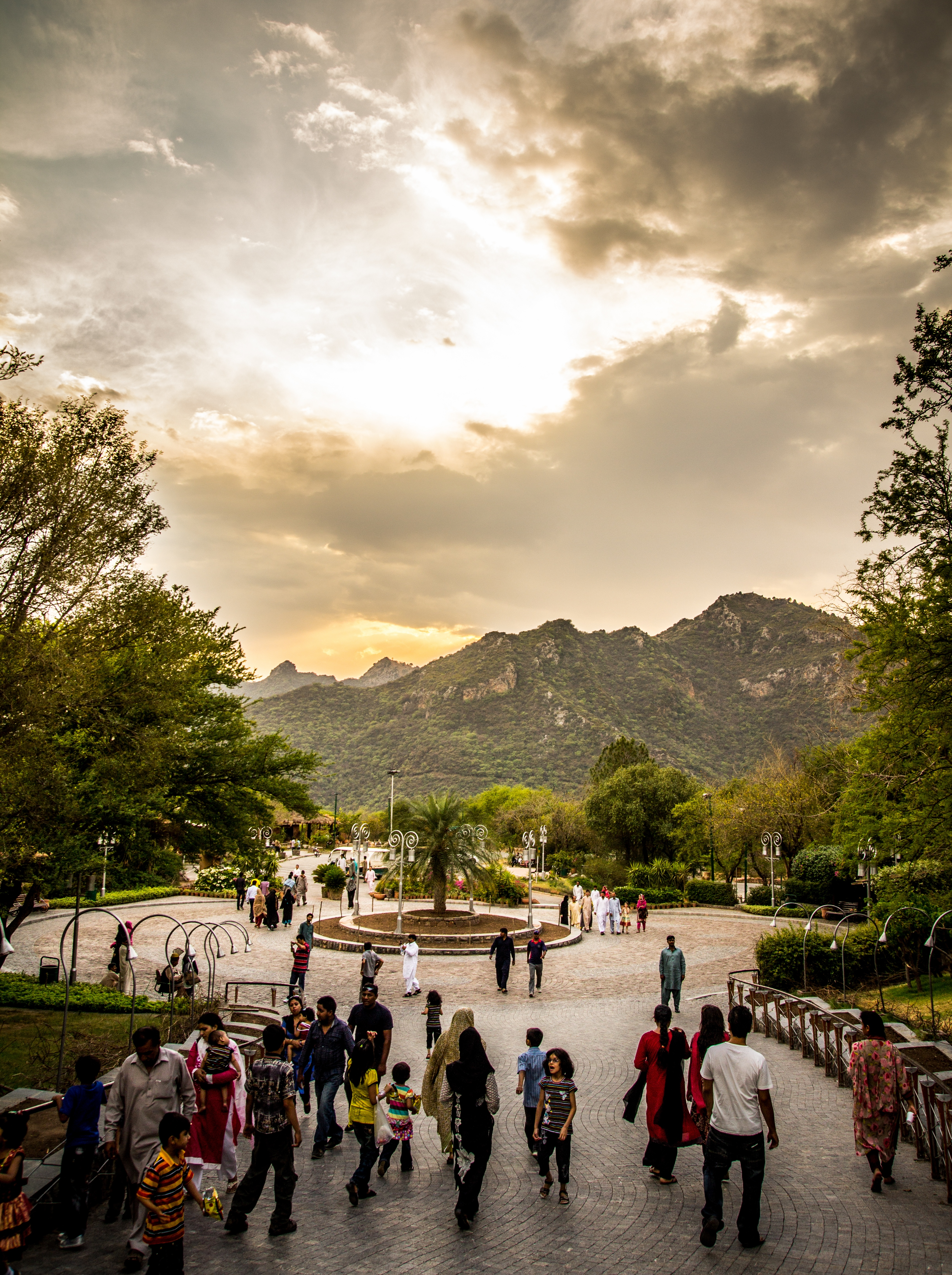
A Daman-E-Koh Park

Iszlámábád a rengeteg migránsnak köszönhetően rendkívül színes kultúrával rendelkezik. A korábban (ókor) itt élt népek is itt hagyták a kultúrájukat, amelyek ma már a város részei lettek. Megtalálható több középkori emlék is: egy X., egy XV. és egy XVI. századi erőd maradványai.
Saidpur falu - amely a város egyik része - Said Khan után kapta a nevét. Az 500 éves falu ma a városi hinduk központja, a rengeteg hindul templom és történelmi emlék miatt. Itt található több nagy közpark is.
A Lok Virsa Múzeum Pakisztán történetét, fejlődését mutatja be. Megtalálhatóak itt ruhák, ékszerek, famunkák és csontszobrok is.

## Oktatás és egészségügy
A városban található 30 óvoda, 384 általános iskola, 157 középiskola, 291 gimnázium és 40 főiskola (illetve egyetem). A városnak összesen 581 000 diákja van. Iszlámábádban a legnagyobb az írástudók aránya egész Pakisztánban: 72,88%-kal. 2006-ban és 2007-ben az állam több mint 54 és félmillió pakisztáni rúpiát költött az oktatás fejlesztésére és fenntartására, amely az ország éves költségvetésének több mint 14%-a.
Az 1895-ben alapított Pakisztáni Orvosi Tudományok Intézete a legnagyobb közkórház Iszlámábádban. Ezen kívül további 11 kórház és több mint 80 kisebb rendelő található a városban. A betegágyak száma 2008-ban 5 158 volt.

## Közlekedés
Iszlámábád repülőtere a Benazir Bhutto nemzetközi repülőtér. Innen elérhetőek Ázsia és a Közel-Kelet legnagyobb városai, valamint egy-két európai város is. A harmadik legnagyobb repülőtér Pakisztánban. A 2005-ös üzleti évben 2 880 000 utas fordult meg itt.
A város új repülőterének (Új Iszlámábád nemzetközi repülőtér) építése előreláthatólag 2011-re fejeződik be. A tervek szerint két, egyenként 4 000 méteres kifutóval fog rendelkezni. A beruházás összköltsége 400 millió dollár.
Pakisztán legnagyobb városai elérhetőek vonattal vagy busszal. A főút-hálózat igen leterhelt; Iszlámábád és Ravalpindi között például állandóak a forgalmi dugók; a két város között naponta megközelítőleg 48 000 autó közlekedik. A várost érintik az M1 és az M2 jelzésű autópályák.

## Látványosságok
- Faisal Mecset (a világon a hatodik, az országban az egyik legnagyobb mecset)
- Margalla dombság
- Daman-e-Koh
- Pir Sohawa
- Margalla Hills Nemzeti Park

## Sport
A városban, ahogy egész Pakisztánban is, igen népszerű sport a krikett. Iszlámábád a székhelye a világ legerősebb krikettbajnokságai közé tartozó Pakistan Super League egyik csapatának, az Islamabad Unitednek.

## Testvérvárosok
- Dél-Korea, Szöul
- Jordánia, Ammán
- Kína, Peking
- Törökország, Ankara

## Képek

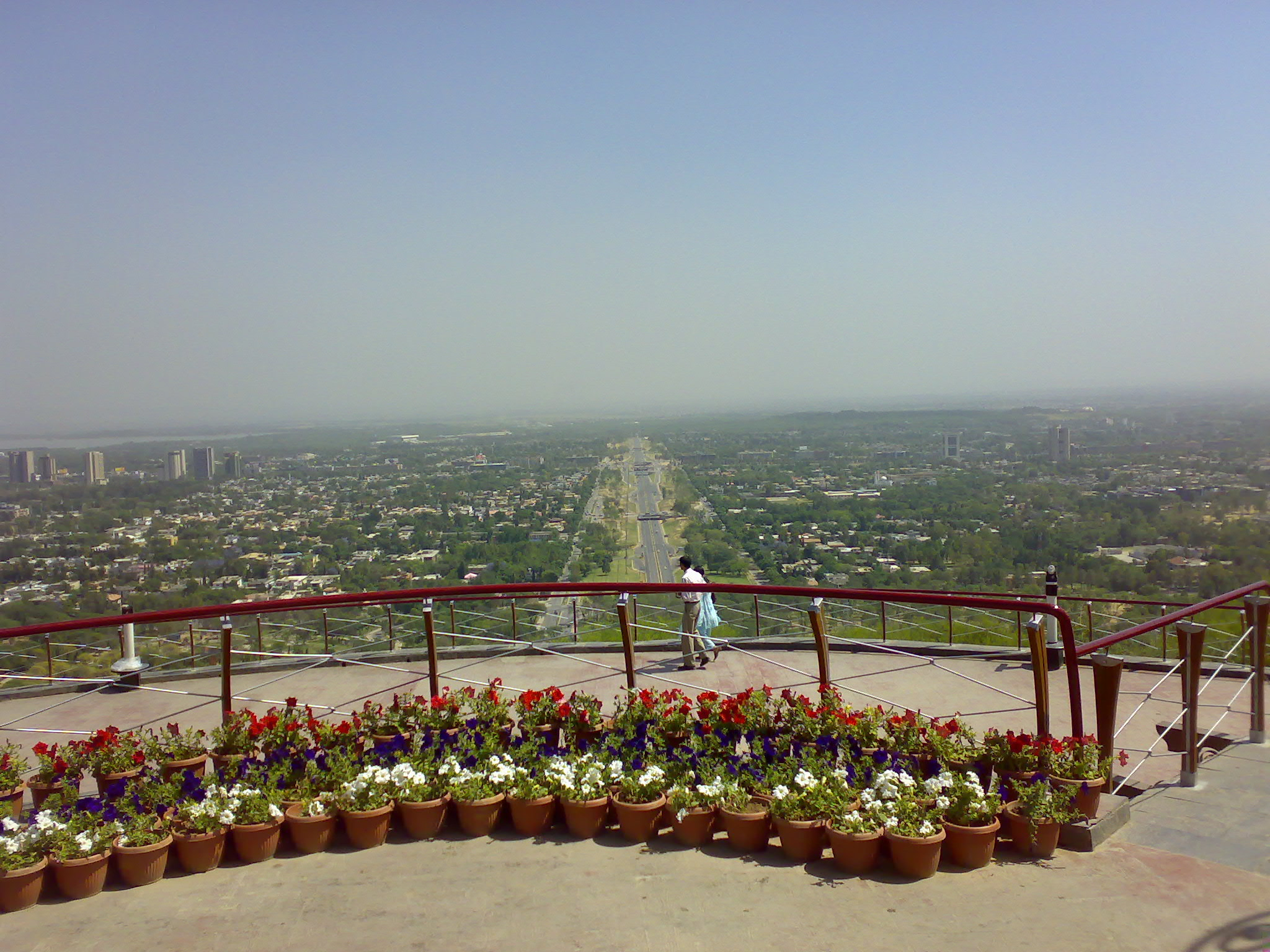
Iszlámábád látképe a Daram-e-Koh felől
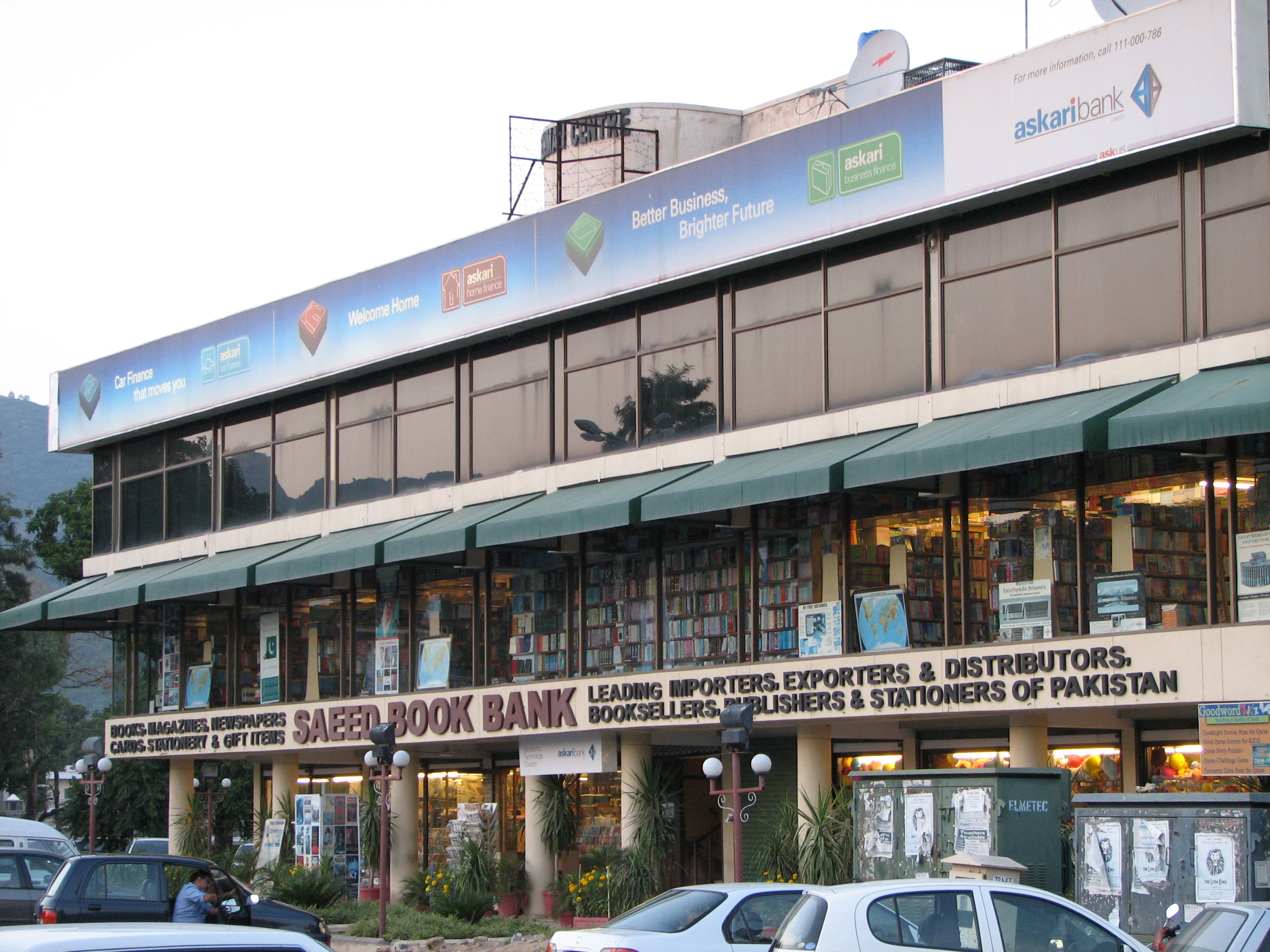
Egy könyvesbolt a Jinnah piacon
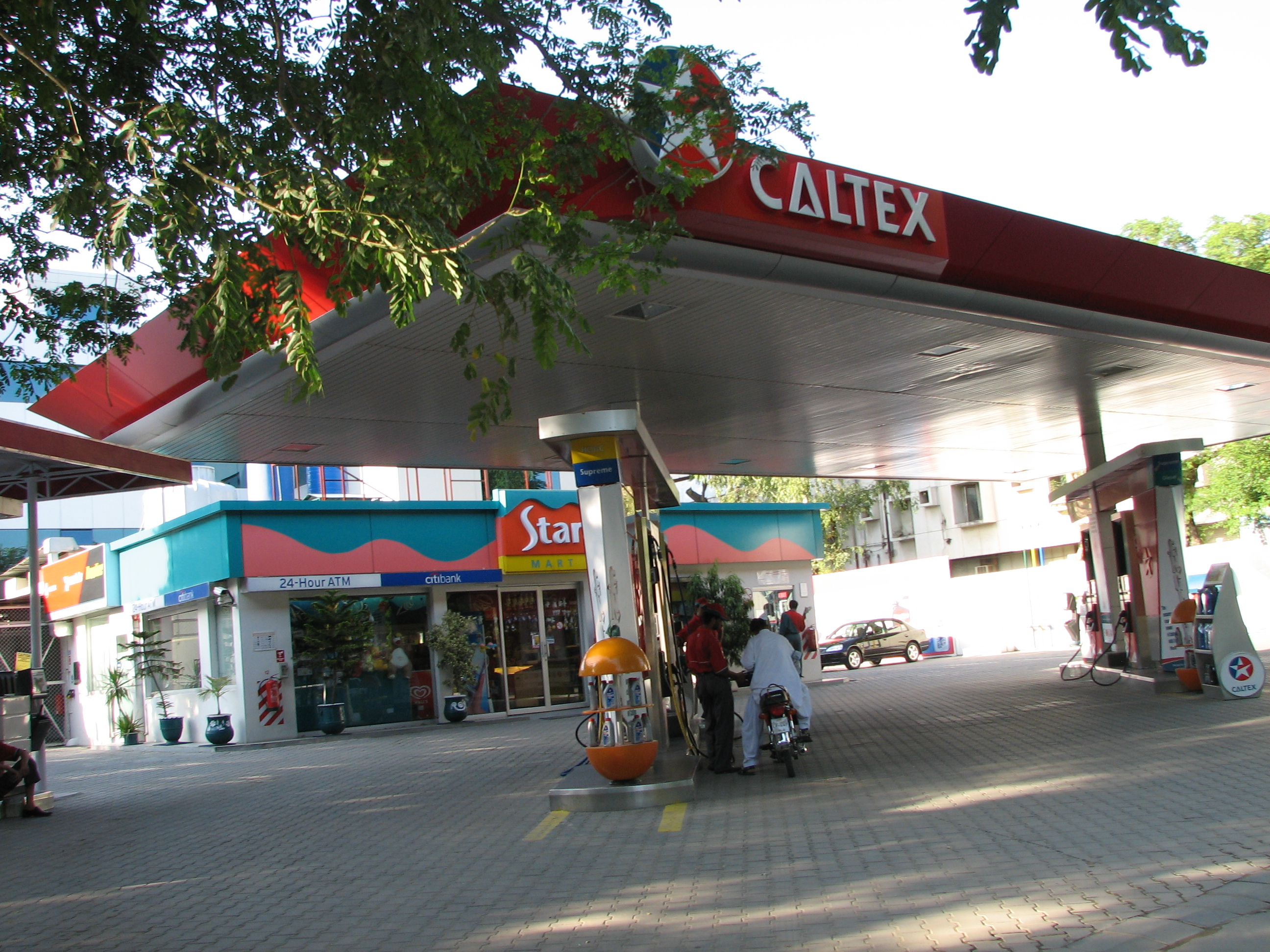
Benzinkút a városközpontban
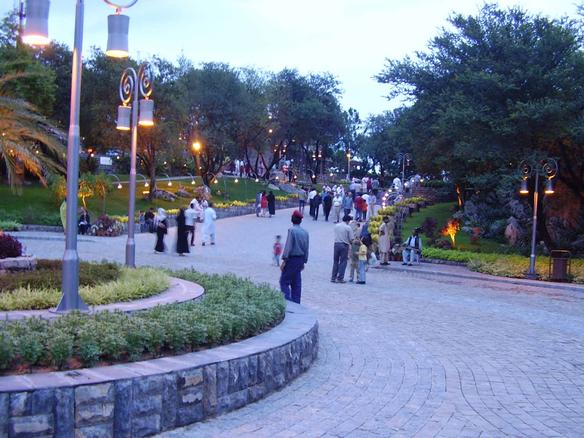
Damn-e-Koh
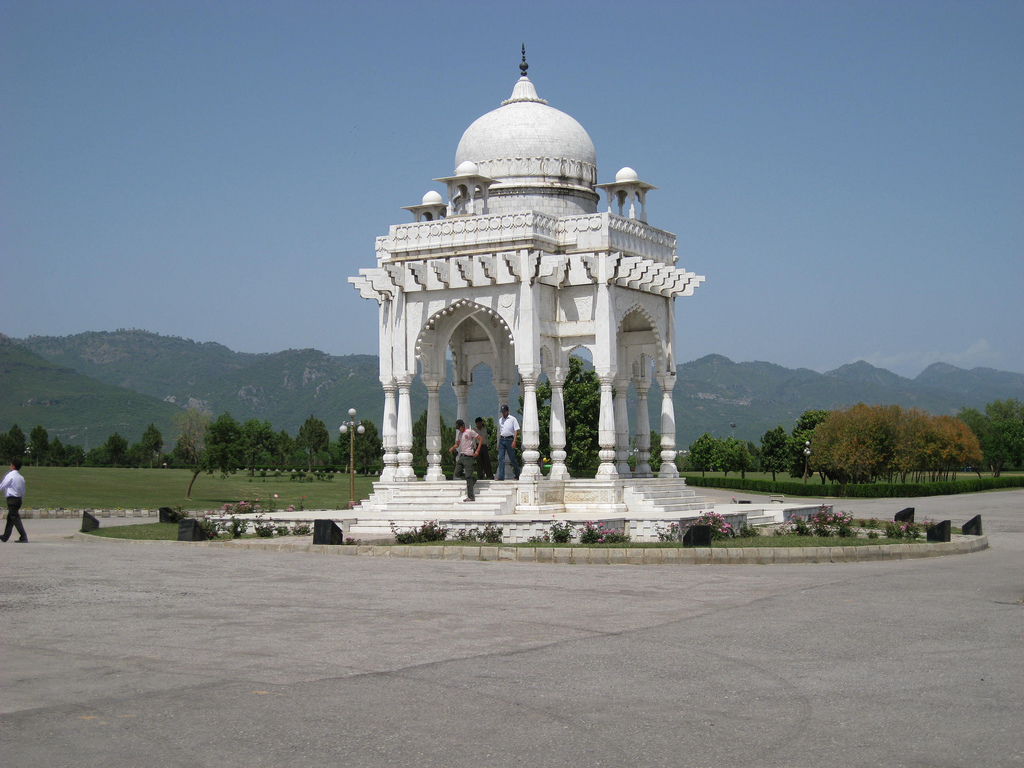
Közpark az F-9 szektorban
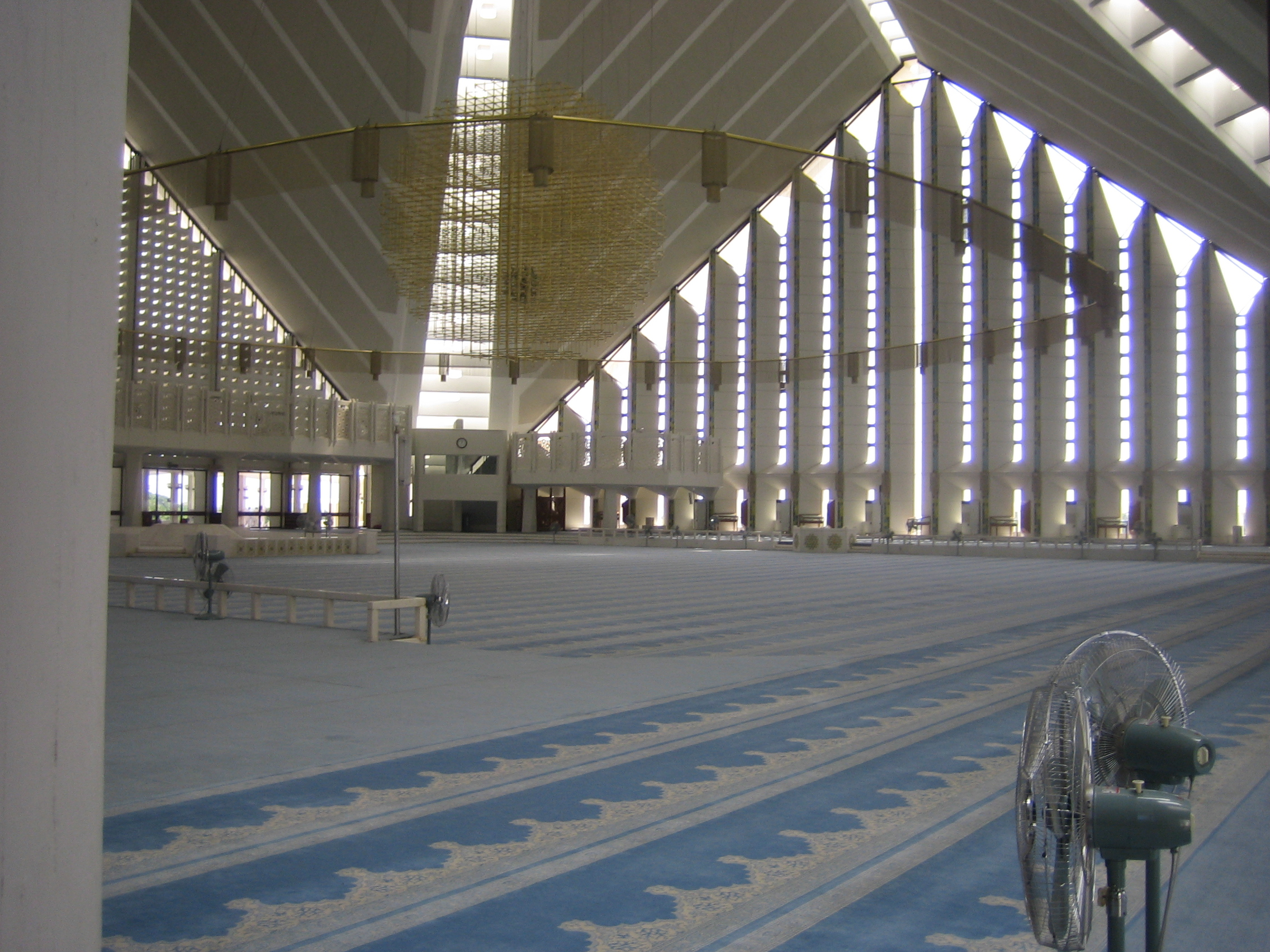
A Faisal Mecset belső tere
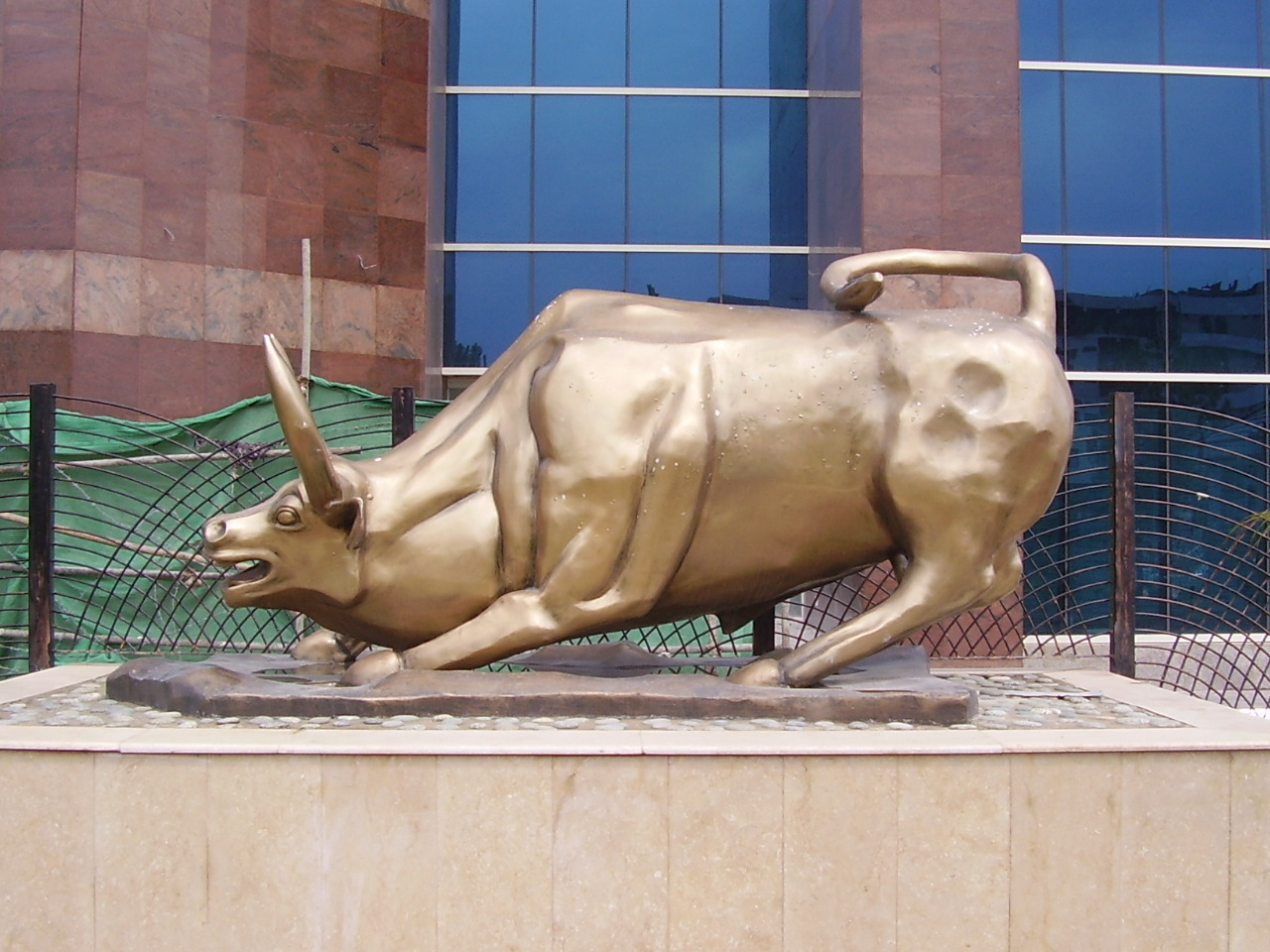
Bika szobor az Iszlámábádi Értéktőzsde épülete előtt
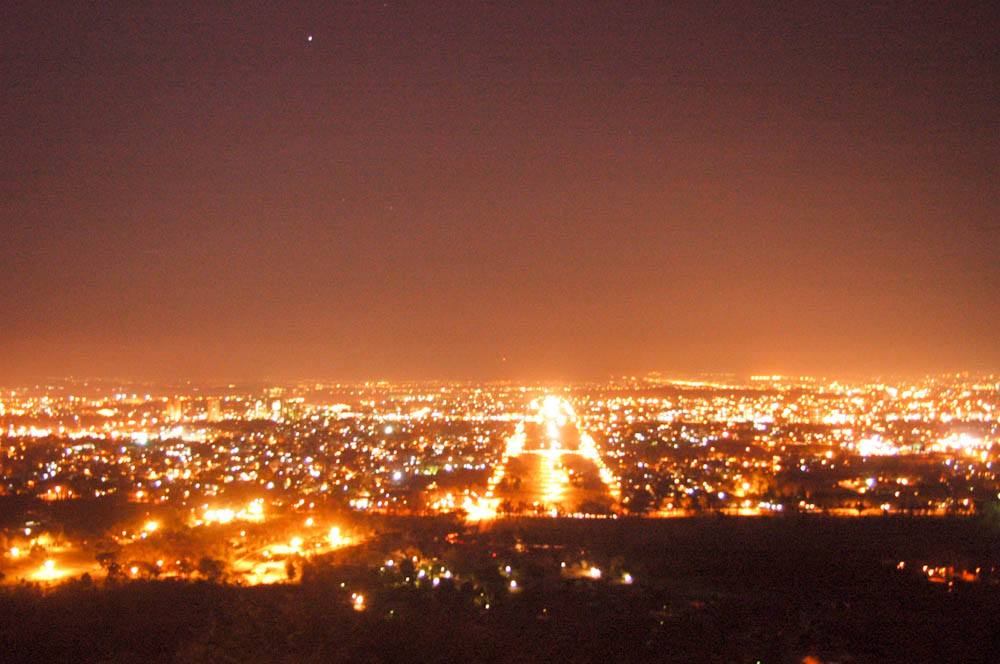
Iszlámábád éjjel
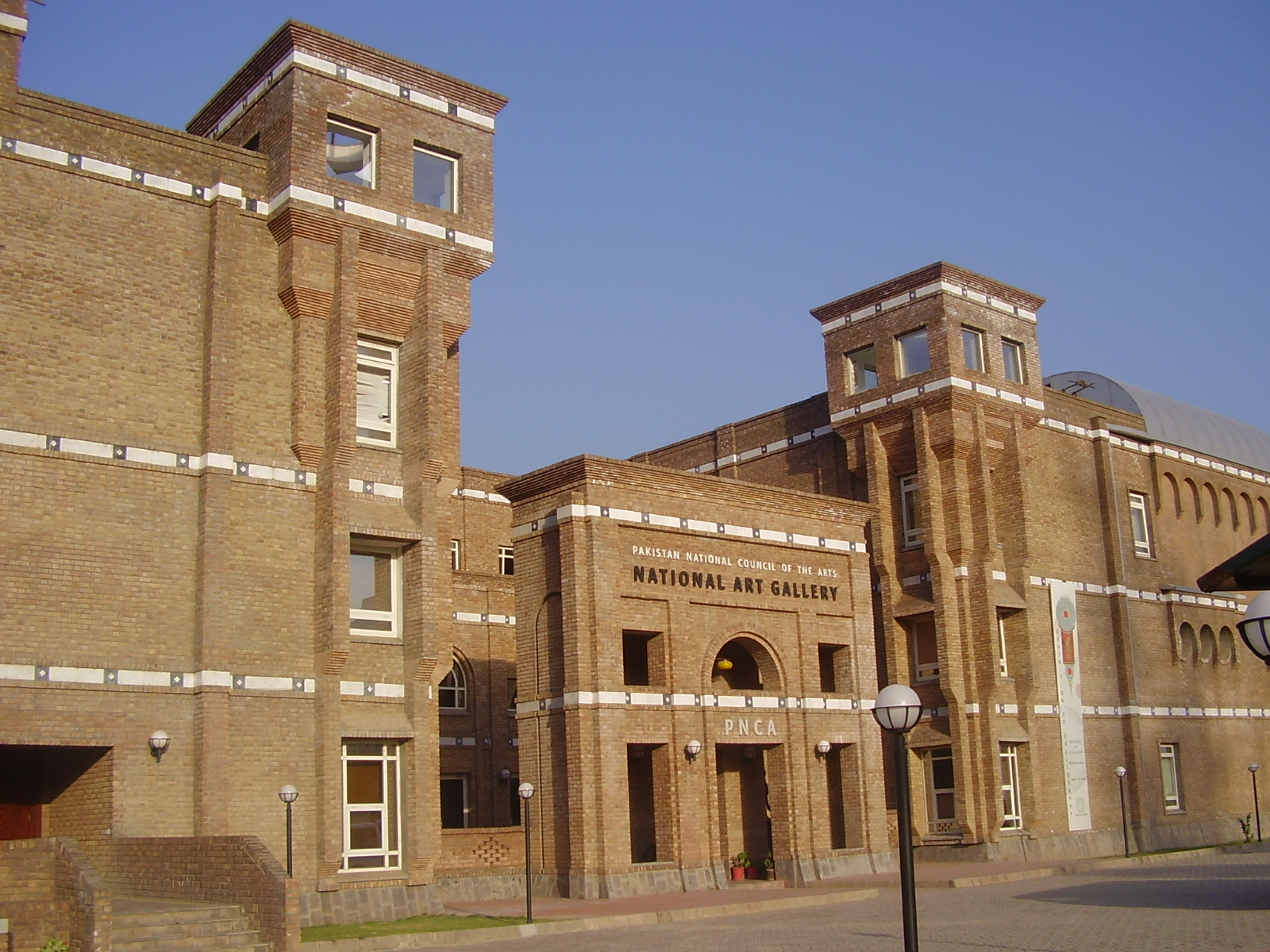
Nemzeti Galéria
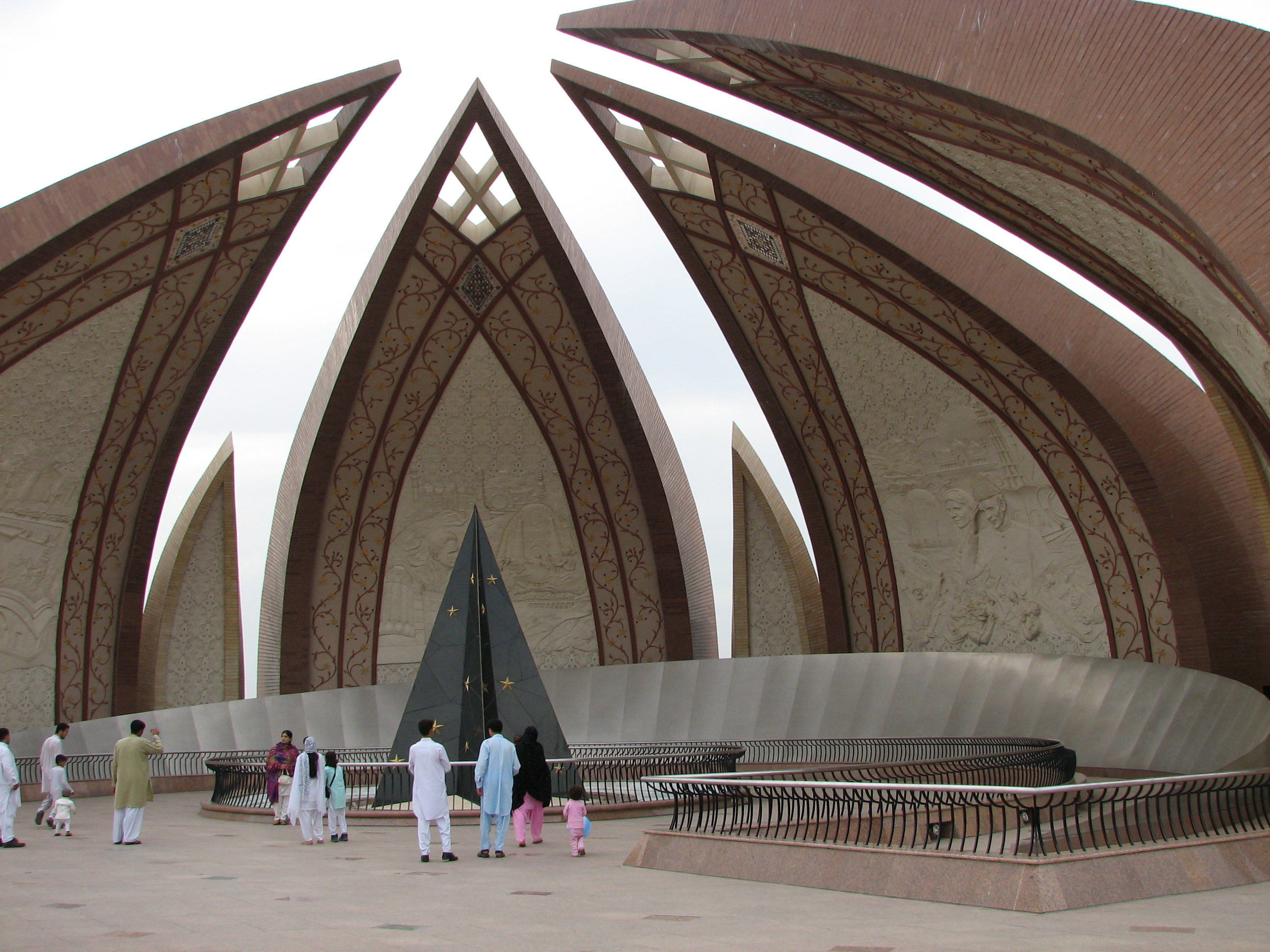
A Pakisztáni Nemzeti Emlékmű
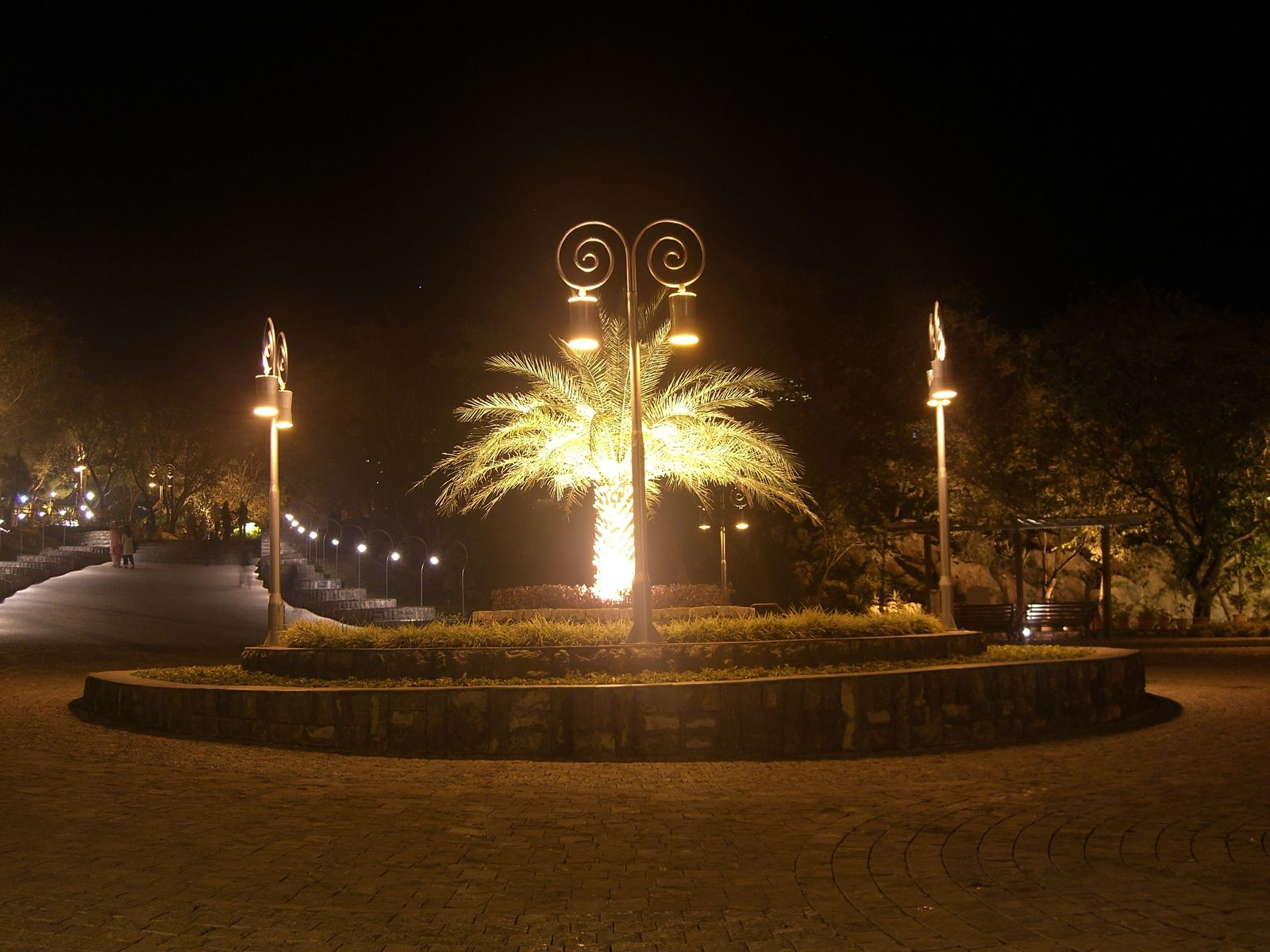
Egy közpark éjszakai kivilágításban
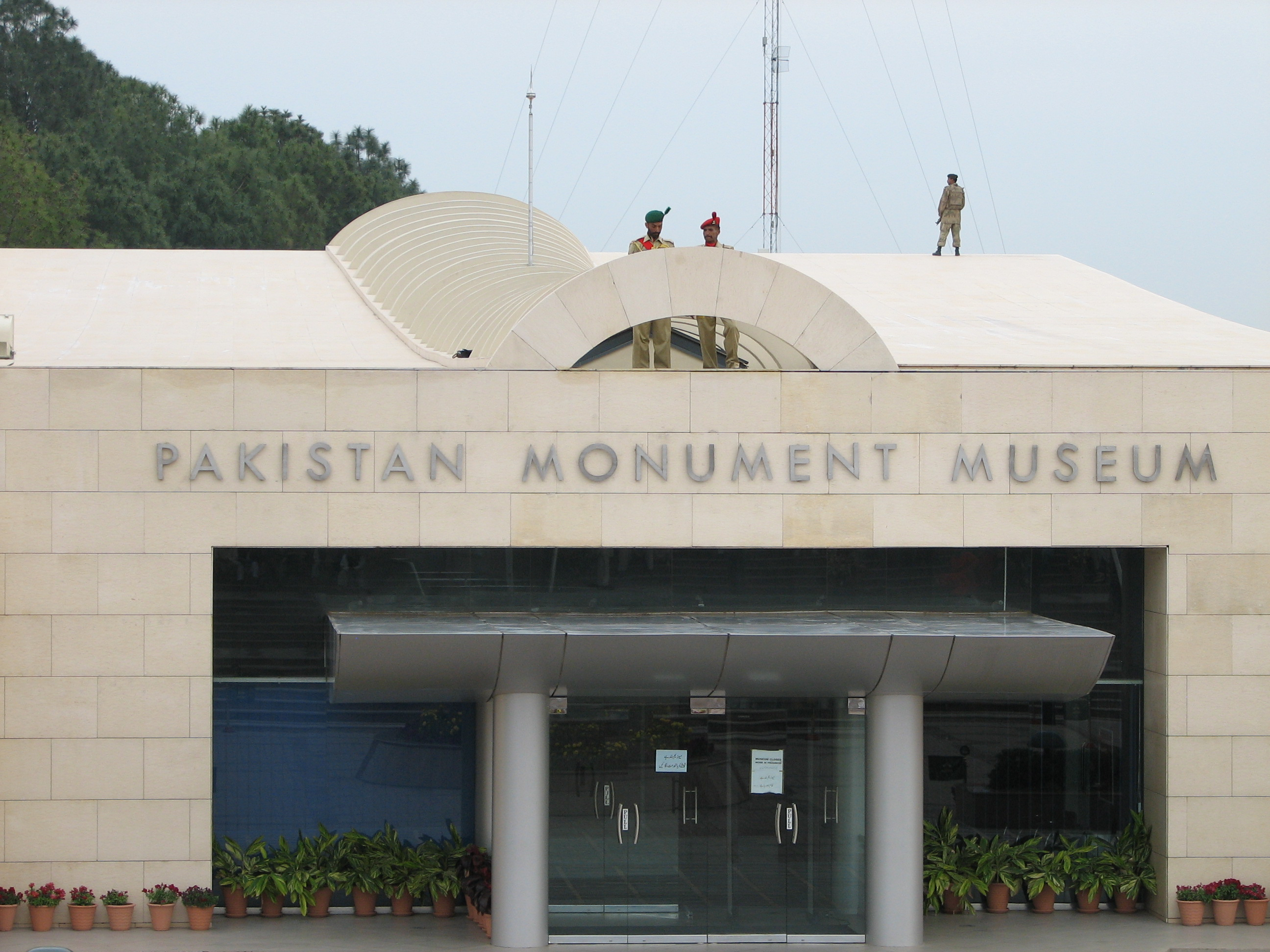
A Pakisztáni Emlékművel Múzeuma
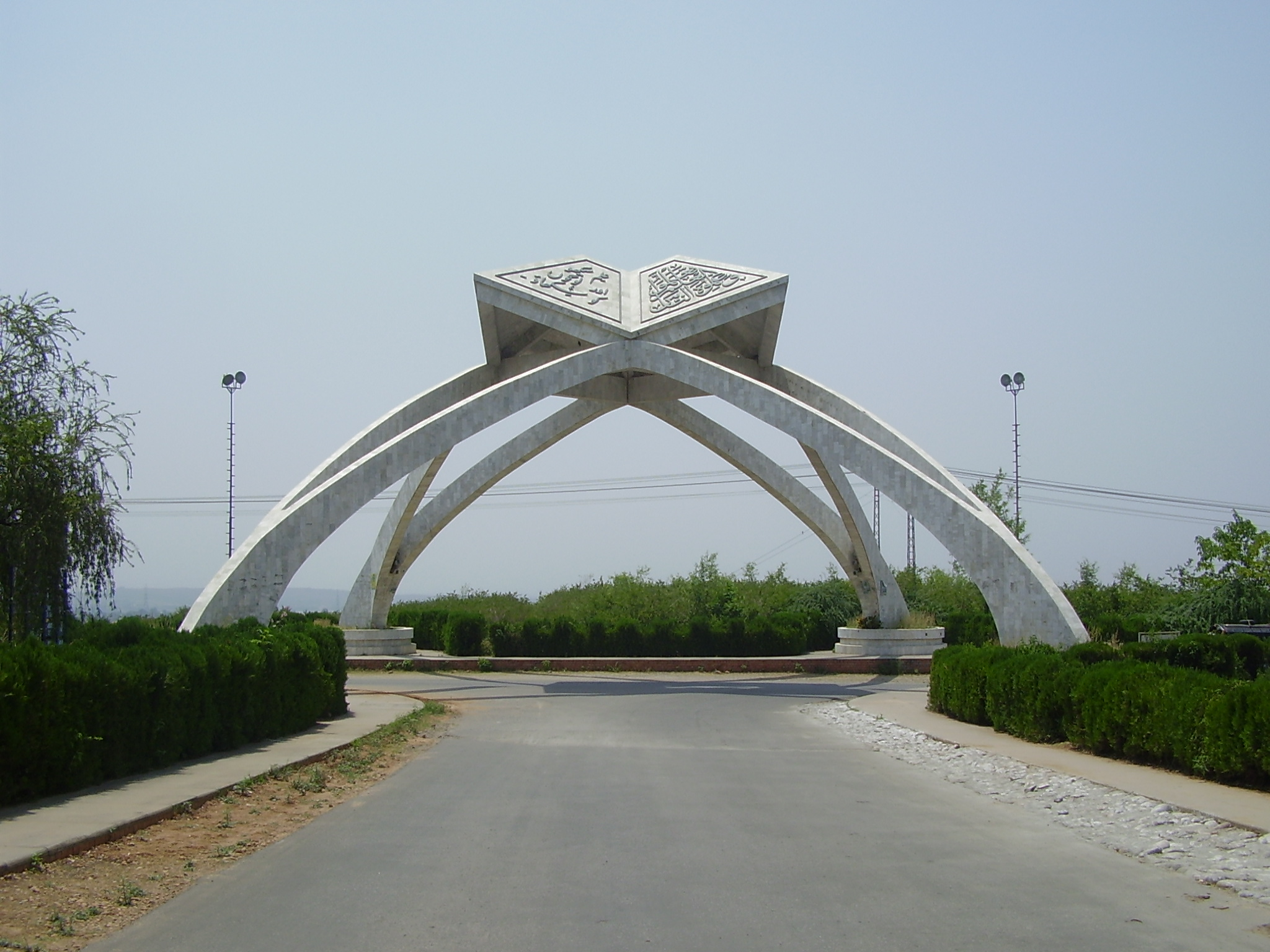
Quaid-i-Azam Egyetem bejárata
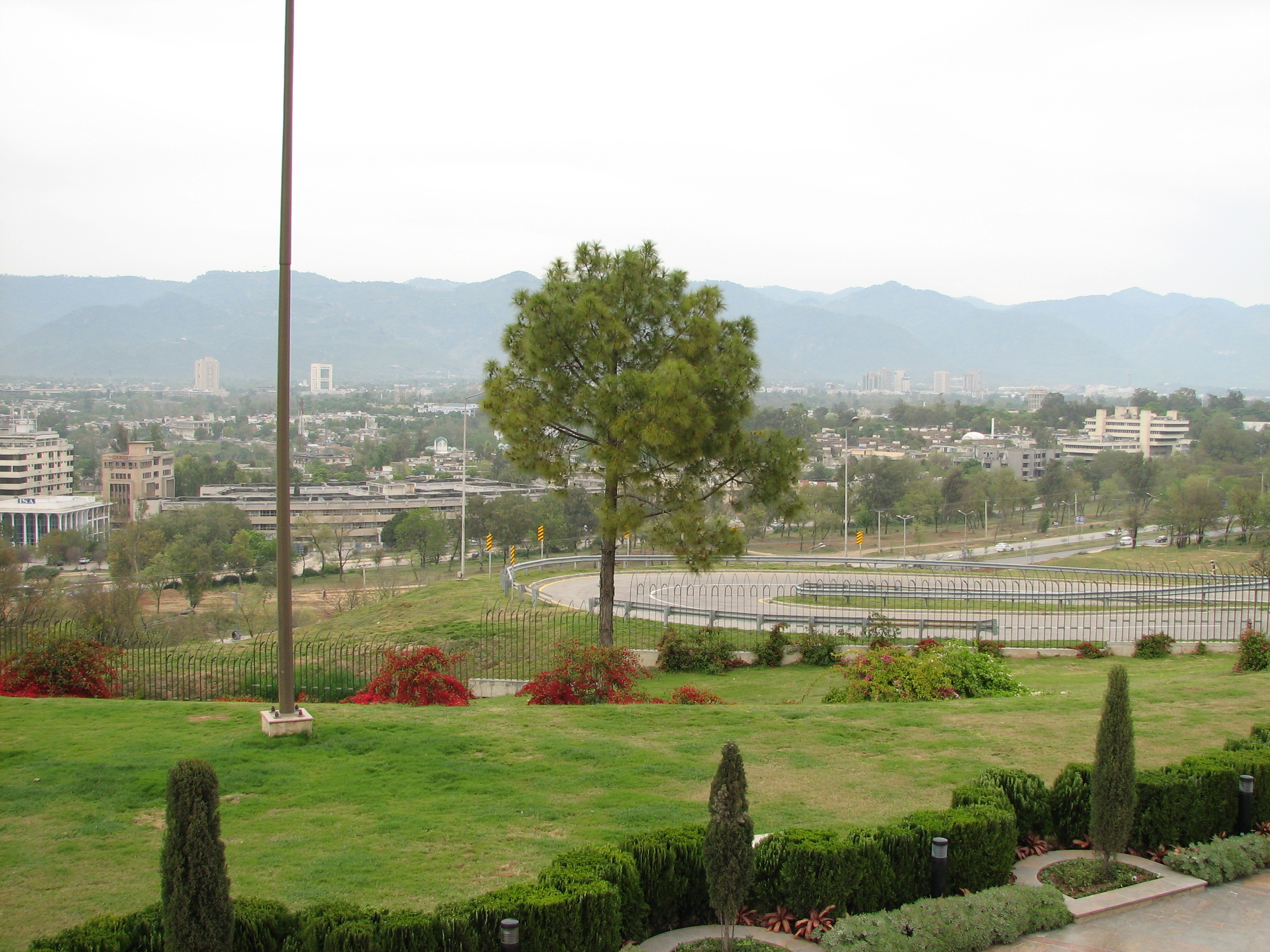
Kilátás a Pak emlékműtől